# Chiclana de la Frontera
Chiclana de la Frontera er en by og kommune i det sydlige Spanien i provinsen Cádiz. Den har et indbyggertal på 89.794 (2024) indbyggere.